# Pleurota mauretanica
Pleurota mauretanica is een vlinder uit de familie van de sikkelmotten (Oecophoridae). De wetenschappelijke naam van de soort is voor het eerst geldig gepubliceerd in 1888 door Baker.